# Il dottor Antonio (film, 1914)
Pour les articles homonymes, voir Il dottor Antonio.
Pour plus de détails, voir Fiche technique et Distribution.
Il dottor Antonio est un film muet italien réalisé par Eleuterio Rodolfi, sorti en 1914.
Le film est la seconde adaptation au cinéma (après celle de 1910) du roman éponyme de Giovanni Ruffini, publié en 1855, qui visait à susciter la sympathie de l'Angleterre et de la France pour le sort de l'Italie de l'époque du Risorgimento.

## Fiche technique
- Titre original : Il dottor Antonio
- Titre français : Il dottor Antonio
- Réalisation : Eleuterio Rodolfi
- Scénario : Eleuterio Rodolfi, d'après le roman de Giovanni Ruffini
- Photographie :
- Montage :
- Musique :
- Producteur : Arturo Ambrosio
- Société de production : Società Anonima Ambrosio
- Pays d'origine :  Royaume d'Italie
- Format : Noir et blanc ; 35 mm ; 1.33 : 1
- Genre : Film dramatique
- Durée :
- Dates de sortie : 
  -  Royaume d'Italie : juillet 1914
  -  États-Unis : 1er août 1914
  -  Espagne : septembre 1914

## Distribution
- Hamilton Revelle : Dottor Antonio
- Alberto Albertini
- Alfredo Bertone
- Fernanda Negri Pouget
- Armand Pouget
- Cesare Zocchi